# ليلي يه
ليلي يه (بالإنجليزية: Lily Yeh)‏ هي رسامة أمريكية، ولدت في 1941 في قويتشو في الصين.